# ÖBB 2048
Die Reihe 2048 war eine Diesellokomotive der ÖBB.

## Geschichte
Zwischen 1991 und 1994 erwarben die Österreichischen Bundesbahnen als kurzfristige und preisgünstige Lösung für den durch den 1991 eingeführten Neuen Austro-Takt entstandenen Mangel an Diesellokomotiven 36 von der Deutschen Bundesbahn ausgemusterte Lokomotiven der Baureihe 211. Zwei wurden als Ersatzteilspender verwendet. Die übrigen 34 erhielten Hauptuntersuchungen und wurden durch beispielsweise den Einbau von neuen Caterpillar-3512-Motoren, den Ersatz der Dampfheizungen mit Speisewasserbehältern durch zweite Kompressoranlagen sowie die Ausrüstung mit Webasto-Heizungen und Kühlwasser-Vorwärmeinrichtungen modifiziert und wurden als 2048 001–034 in den Bestand eingereiht. Die Lokomotiven wurden im Güterzugdienst vor allem auf Nebenbahnen eingesetzt. Die ursprünglich vorgesehene Einsatzdauer von etwa fünf Jahren wurde deutlich überschritten: Die Ausmusterung erfolgte 2003 mit den letzten drei Fahrzeugen zum 1. Oktober 2003. Die Lokomotiven wurden größtenteil durch die Reihe 2070 ersetzt. Alle Lokomotiven wurden weiterverkauft, größtenteils ins Ausland wie nach Italien und Frankreich. Fünf kamen als V 83 bis V 87 zur Salzburger Lokalbahn, die 2048.024 zu den Steiermärkischen Landesbahnen. Eine weitere Lokomotive wurde von der Swietelsky Baugesellschaft für Bauzüge eingesetzt.

## Konstruktion
Der aus T-Stahlprofilen bestehende Lokrahmen ist mittig verstärkt und trägt das Führerhaus (wurde in der ÖBB Hauptwerkstätte St. Pölten modernisiert), an das zwei unterschiedlich lange Vorbauten anschließen. In den beiden Vorbauten sind die Motoranlage, das Getriebe, die Kühlanlage, die Schalldämpfer und alle sonstigen technischen Apparaturen untergebracht. Der Führerstand erlaubt einen guten Ausblick in alle Richtungen. Der in geschweißter Rohrkonstruktion hergestellte Rahmen stützt sich an vier Stellen anhand je zweier Schraubenfedernpakete und ölgeschmierter Gleitplatten auf beiden Drehgestellen ab. Die Loks wurden im standardmäßigen ÖBB-Design lackiert. Das Dach, die Brille sowie der Drehgestellbereich sind umbragrau, der Rahmen elfenbein und die beiden Vorbauten sowie das Führerhaus verkehrsrot lackiert.

## Technische Merkmale
Ein Caterpillar-Motor des Typs 3512 ist verbaut. Die Zug- und Bremskräfte werden mittels Drehzapfen von den Drehgestellen auf den Lokrahmen übertragen. Das Getriebe erlaubt sowohl Verschub-, als auch Streckendienste. Die Loks haben eine direkt und indirekt wirkende Druckluftbremse und verfügen über Sifa und Indusi.

## Umbauten
Der grundsätzliche Aufbau des Fahrzeugs (Rahmen, Drehgestelle und Aufbauten) konnte beibehalten werden. Änderungen betrafen vor allem die Antriebsanlage sowie die Dampfheizung.
Der ursprüngliche Maybach-Vorkammerdieselmotor wurde durch einen Caterpillar-Dieselmotor ersetzt. Dabei handelt es sich um einen aufgeladenen 12-Zylinder-V-Motor mit Ladeluftkühlung, der als Direkteinspritzer arbeitet. Die Leistung war wie bei der DB 211 auf 809 kW bei 1500/min eingestellt. Die Motorüberwachung erfolgte weiterhin mit den ursprünglichen Fotomesskontakten.
Da die Dampfheizung der 211 nicht mehr benötigt wurde, baute man den Heizkessel aus und ersetzte ihn durch ein Ballastgewicht, um die Lastverteilung der Lokomotive beizubehalten.
Die Bremsanlage, die Lufterzeugungsanlage und die Kraftübertragung erhielten keine Umbauten.

## Einsätze und Verbleib

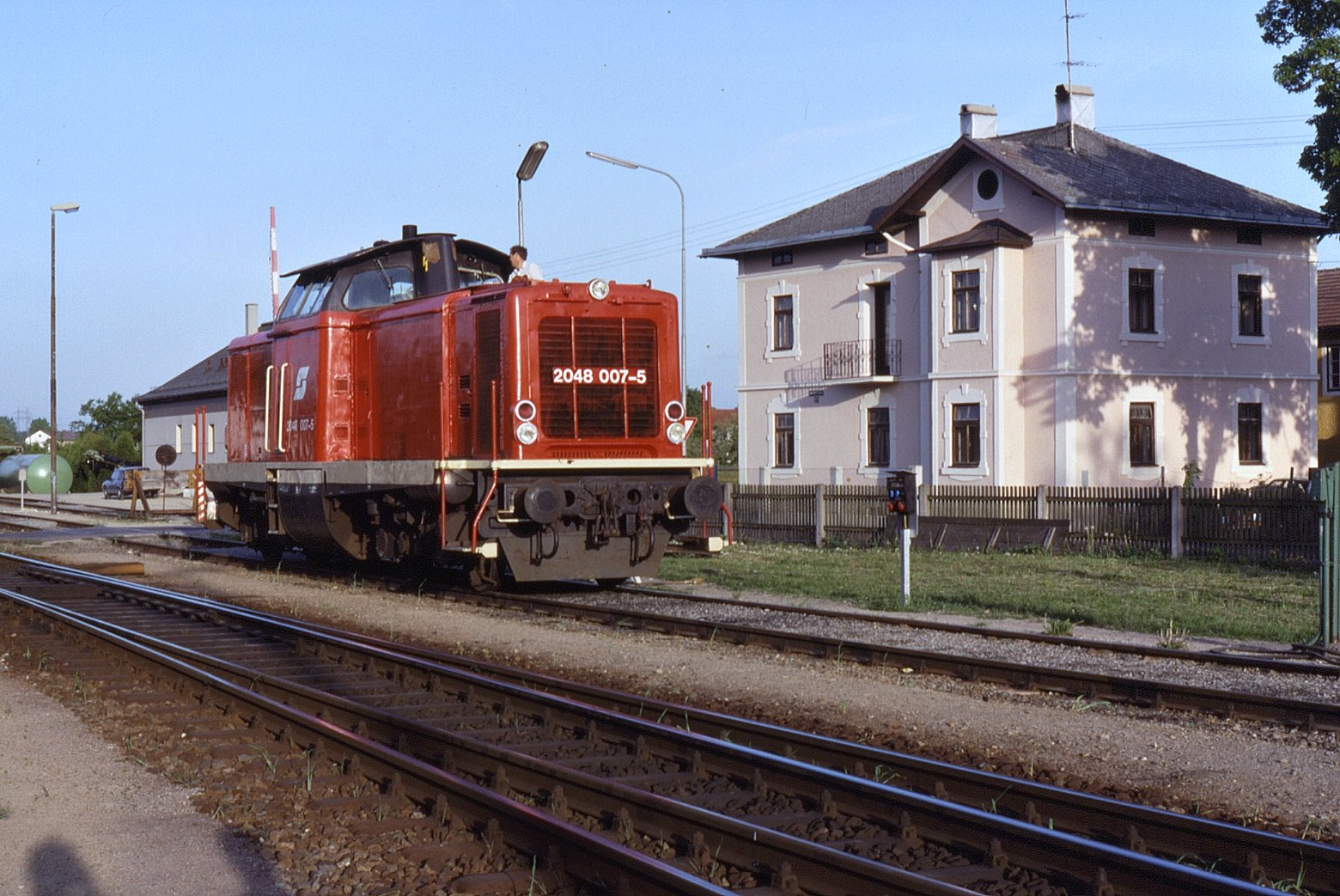
2048 007 in Braunau am Inn

In Ermangelung einer Energieversorgung für die Personenzüge wurden die Lokomotiven überwiegend im Güter- und Bauzugdienst sowie im Verschub eingesetzt. Als letzte Lok besorgte 2048 017 bis in den Herbst 2003 hinein den Verschub im Bahnhof Ebensee an der Salzkammergutbahn.
Die letzten drei Loks, die am 1. Oktober 2003 aus dem Dienst ausschieden (2048.005, 017 und 026), wurden an eine ÖBB-Tochter weitergegeben – sie waren bis zum Schluss im leichten Verschub- und im Bauzugdienst im Einsatz. Die anderen wurden verkauft, beispielsweise an die Firma Layritz in Penzberg oder ins Ausland.
2048.008 wurde an Vossloh verkauft und zu einer OnRail DH 1004 umgebaut. Aktuell fährt sie für die Westerwaldbahn GmbH.
Fünf weitere Loks wurden von der Salzburg AG gekauft und in St. Pölten generalüberholt. Die Loks werden unter den Bezeichnungen V83 bis V87 eingesetzt.
Die Steiermarkbahn erwarben 2048.024 und bezeichneten sie wieder so. Die Lok erhielt eine neue Lackierung in grün mit roten Elementen. Inzwischen haben die Landesbahnen mit der ehemaligen Am 847 961-0 (früher DB 211 124) eine weitere ehemalige V 100 erworben und als 2048.035 bezeichnet, obwohl sie nie eine 2048 bei den ÖBB war.
Die GKB (Graz-Köflacher Bahn- und Busbetrieb) setzt heute noch zwei ehemalige V100 der DB (V211.182 und V211.170) als Reihe DH 1100 im Güterverkehr sowie Verschub ein.